# Awialift Władiwostok
Awialift Władiwostok, ros. Авиалифт Владивосток, właściwie Spółka Akcyjna "Awialift Władiwostok", ros. Акционерное общество "Авиалифт Владивосток"  – rosyjskie linie lotnicze z siedzibą we Władywostoku i głównym portem bazowania w porcie lotniczym Kniewiczi). 
Linie dysponują 3 samolotami Ка-32С.